# Afrobeat
Az afrobeat popzenei stílus létrejötte Fela Kuti nigériai muzsikus fellépésének köszönhető. Későbbi hatása Bob Marley, James Brown, vagy Jimi Hendrix jelentőségéhez fogható.
Az 1970-es években kibontakozott az a zenei fúzió, amely a nyugat-afrikai és a fekete amerikai irányzatokat ötvözi egy újszerű hangzásban. Az afrobeat forrásai a highlife, a yoruba, a jazz, a calypso és a funk.

## Afrobeat zenészek
- Fela Kuti
- Dele Sosimi
- Kola Ogunkoya
- Sonny Okosun
- Tony Allen